# Östlig igelkott
Östlig igelkott (Erinaceus concolor) är en art i släktet Erinaceus som tillhör familjen igelkottdjur.
Dessa djur lever i Central- och Östeuropa samt i västra Asien. Dess utbredningsområde överlappar med utbredningsområdet för den art som på svenska bara kallas igelkott (Erinaceus europaeus) i ett område som sträcker sig från västra Polen över östra Österrike till Adriatiska havet. Östlig igelkott förekommer dessutom på Balkan, från Anatolien till Israel och från området kring Kaspiska havet till centrala Ryssland.
Östlig igelkott skiljer sig från arten Erinaceus europaeus genom att brösten och buken är vitaktiga eller helt vita. Kroppslängden ligger mellan 22 och 30 centimeter och vikten är i genomsnitt 1000 gram. Liksom den andra igelkottarten har östlig igelkott taggar på huvudet och ryggen och kan rulla ihop sig vid fara.
Det är inte mycket känt om artens levnadssätt men det antas att livsföringen liknar Erinaceus europaeus. De lever vanligen ensamma, är aktiva på natten och vilar under dagen i ett näste. Deras föda utgörs av insekter, daggmaskar och mångfotingar.
Tidigare var zoologerna oense om huruvida östlig igelkott är en självständig art eller bara en underart till Erinaceus europaeus. Idag är det få biologer som räknar dessa djur till samma art.